# Phtalate de diisobutyle
Le phtalate de diisobutyle, également appelé ester diisobutylique de l'acide phtalique (DIBP pour le terme anglais de diisobutyl phthalate) est un composé chimique de formule brute C16H22O4 appartenant à la fois aux familles des phtalates et des esters.
Il est principalement utilisé comme plastifiant dans la fabrication d'adhésifs et de produits d'étanchéité.

## Formule
La formule brute du phtalate de diisobutyle est C16H22O4 ; sa formule structurale est C6H4(COOCH2CH(CH3)2)2,. Le nom complet de la molécule, ester diisobutylique de l'acide phtalique, reflète cette structure.

## Propriétés et risques
À température et pression ambiantes, le phtalate de diisobutyle est un liquide incolore visqueux.
Il présente notamment le risque de décomposition au cours du chauffage, ce qui se traduit par l'émission de fumées irritantes. Le produit réagit avec les oxydants puissants. Il peut notamment être dangereux pour la fertilité et pour les fœtus en phase gestationnelle.  

## Synthèse

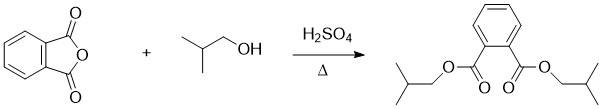
Synthèse du phtalate de diisobutyle par réaction de l'anhydride phtalique (à gauche) et de l'isobutanol en présence d'acide sulfurique.

La synthèse du phtalate de diisobutyle se fait par réaction de l'anhydride phtalique et de l'isobutanol en présence d'un catalyseur. Ce dernier peut être par exemple du chlorure de fer(III), de l'acide sulfurique ou du graphène sulfoné, ce dernier étant à la fois plus efficace, utilisable à des températures plus basses et réutilisable.

## Utilisation
Le phtalate de diisobutyle est notamment utilisé comme plastifiant pour élaborer des adhésifs et produits d'étanchéité, ainsi que des peintures et revêtements, des teintures textiles et encres liquides ou poudreuses.